# Silnice I/67
Silnice I. třídy 67 je česká silnice I. třídy, která se nachází v Moravskoslezském kraji. Její celková délka činí 31,735 km. Začíná na křižovatce silnice I/48 a evropských silnic E75 a E462 , vede přes Karvinou (křižuje I/59), v Bohumíně křižuje dálnici D1 a zde končí na hraničním přechodu.

## Historie
Silnice I/67 vznikla v roce 1997 v rámci celorepublikového přečíslování a revize kategorizace silnic. Původně je jednalo o většinovou část silnice II/468 a krátký úsek z Bohumína ke státní hranici byl původně součástí silnice I/58.

## Modernizace silnice
| Číslo | Název                       | Délka   | Kategorie        | Zahájení výstavby | Uvedení do provozu | Křižovatky |
| ----- | --------------------------- | ------- | ---------------- | ----------------- | ------------------ | ---------- |
| T73   | Skřečoň – Bohumín - obchvat | 1,7 km  | 11,5/80 a 9,5/50 | 01/2009           | 07/2012            |            |
| T87   | Bohumín – Karviná           | 11,1 km | 9,5/90           | plánováno 2031    | plánováno 2034     |            |
| T72   | Karviná – obchvat           | 3 km    | 11,5/80          | 05/2020           | 07/2023            |            |